# Georges-Louis Dropsy
 (mai 2013).
Pour les articles homonymes, voir Dropsy.

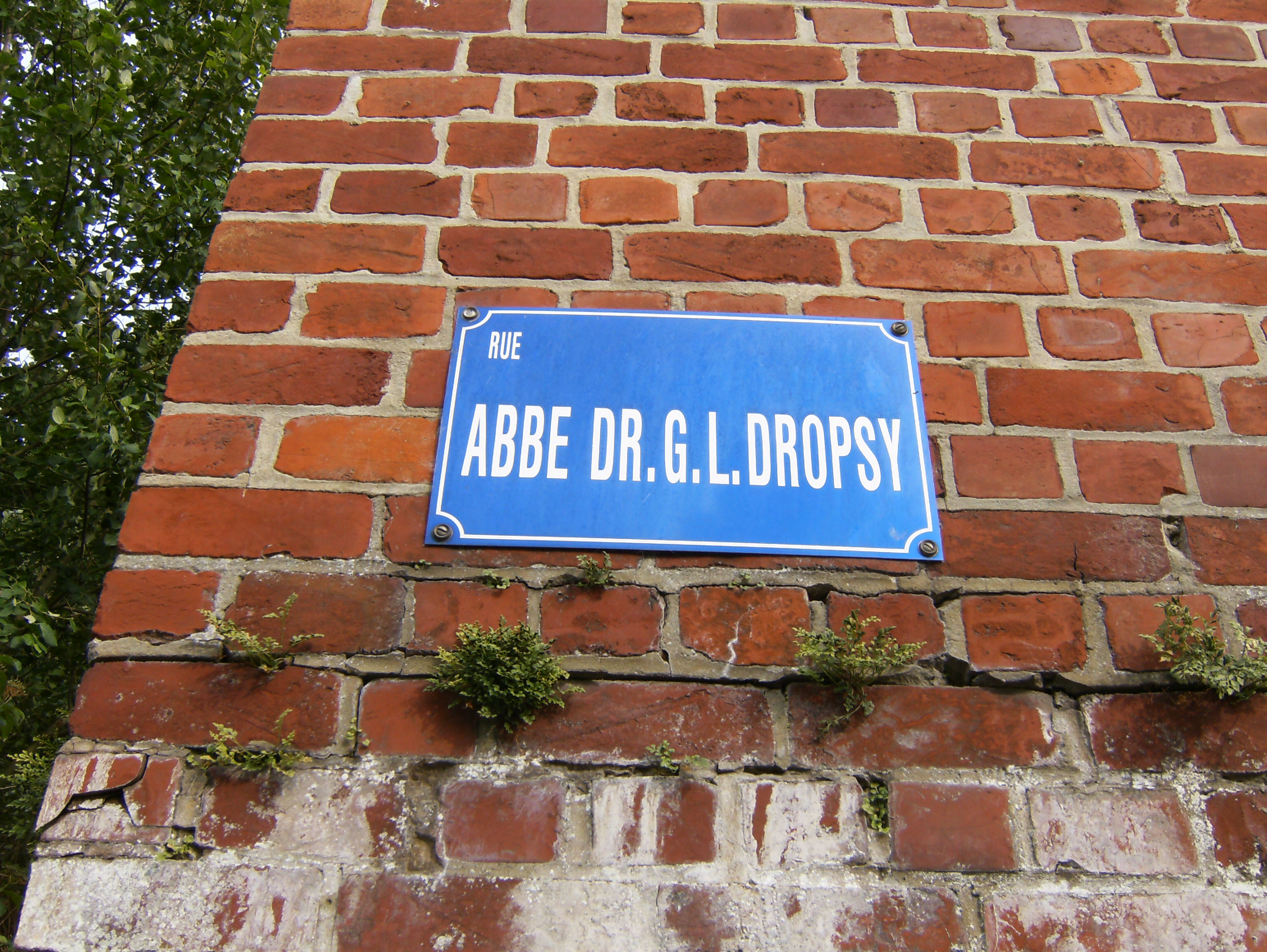
Rue Abbé Dropsy à Kain

Georges-Louis Dropsy, né à Boutonville (province belge du Hainaut) le 20 février 1898 et mort le 21 avril 1956 d'urémie, était un abbé, un savant et un résistant belge. Durant la Seconde Guerre mondiale, il fut affilié à la Légion belge, ayant ensuite passé à l'Armée Secrète, il se vit attribuer le commandement de la ville de Tournai le  3 septembre 1944. Membre de plusieurs sociétés scientifiques, notamment grâce à ses traités et ses contributions dans différentes revues, c'était un homme dévoué qui, à travers son sacerdoce, était considéré comme un vrai père pour certains étudiants, il jouit encore aujourd'hui d’une renommée mondiale.

## Biographie

### Enfance et études supérieures
Éduqué par son père Adolphe-Joseph Dropsy, ébéniste-sculpteur et professeur de menuiserie et de sculpture à l'abbaye de Maredsous, homme distingué et autoritaire imposant le respect, le « Petit Trott » –  c'est ainsi qu'il était familièrement appelé –  fut privé très jeune l'amour de sa mère, Augusta Maréchal, alors qu'il avait neuf ans. Durant la Première Guerre mondiale, alors qu'il était à peine âgé de 16 ans, il manifestait déjà son amour de la patrie. Au mépris de l’occupant, il faisait de l’espionnage et communiquait des renseignements aux Alliés qui, à l’époque déjà, lui décernèrent des distinctions honorifiques pour services rendus. 
Après de brillantes études lors de son enseignement secondaire ainsi que lors de ses études gréco-latines au collège de Chimay, il suivit les cours de philosophie au Petit Séminaire de Bonne-Espérance et de théologie au Grand Séminaire de Tournai, endroit où il se distingua par son intelligence et sa liberté d'allure – il était loin d'être formaliste, afin de se destiner à la prêtrise. Ordonné le 6 août 1922, l’abbé Dropsy, passionné par les sciences naturelles et exceptionnellement doué dans ce domaine, fut inscrit à l’Institut Agronomique de l’Université Catholique de Louvain où il décrocha le diplôme de candidat en sciences naturelles. Étudiant hors pair et féru de phytopathologie, il aurait pu poursuivre là une carrière remarquable.
Alors qu'il voyait devant lui un avenir tout tracé, il fut nommé professeur au collège d'Ath, contraint de quitter Louvain, sur la décision de l'évêché de Tournai.
Bien qu'accomplissant tous ses devoirs dans l'enseignement secondaire, l'abbé Dropsy ne cessa pas ses recherches scientifiques et prépara un doctorat en sciences qu'il obtint le 27 juillet 1934, avec une thèse de mycologie cytologique, phénomènes nucléaires et formation des spores dans l’asque de l’humaria subhirsuta, Karst. Faute de temps, Georges-Louis Dropsy n'eut jamais l'occasion de publier cette thèse.
Le 31 juillet 1934, celui-ci fut nommé professeur au Collège Notre-Dame de la Tombe à Kain par Mgr Rasseneur, collège dans lequel il resta jusqu'en 1942.
À la suite de sa démobilisation de l'Armée Secrète, il exerça les fonctions d'assistant, de chargé de cours, de chef de travaux et de bibliothécaire à l'Institut de Sciences agronomiques à l'Université Catholique de Louvain, ce qui lui prenait une part importante de son temps, empiétant sur le temps dont il avait besoin afin de continuer ses recherches scientifiques.

### La Résistance
Dès le matin du 10 mai 1940, voulant continuer la tâche qu'il avait exercée durant la Première Guerre mondiale, l’idée de résister activement face à l'envahisseur lui vint et, très vite, il posa les bases d'un vaste réseau de Résistance. D'abord affilié à la Légion belge, il passa ensuite à l'Armée Secrète (A.S.). Dès le mois d'août 1942, alors qu'il était recherché par l'ennemi, il prit le maquis. 
Ardent patriote, parfois téméraire et assez chanceux, « Mon oncle » - tel était son nom dans la Résistance – décida de rester parmi ses hommes au lieu de partir en Angleterre, solution qui, bien que plus élégante et courageuse, était dangereuse, puisqu'il avait été traqué plusieurs fois par la Gestapo et qu'il avait été condamné à mort par contumace par l'ennemi. 
Contraint de changer plusieurs fois de refuge et de Poste de Commandement, il continua l'exercice de ses fonctions qui lui font sa renommée actuelle : outre le fait qu'il recrutait des membres et qu'il était organisateur de secteurs, il était chef de liaisons et commandant territorial (C.T.) du Refuge A30 de la Zone 1.
Vu son haut poste, nombreuses furent ses missions :
- Récupération et renvoi d’aviateurs en détresse
- Collecte et fourniture de renseignements militaires
- Diffusion de presse clandestine
- Évacuation de patriotes pourchassés
- Mises au point de l’exécution de sabotages, de parachutages, de transports d’armes, de médicaments et de matériel chirurgical, d’opérations de guérillas

Vu son dévouement exceptionnel et l’accomplissement de tâches audacieuses, il fut décoré du titre de colonel honoraire de l’Armée britannique ainsi que d'autres distinctions nationales et étrangères. Peu après le débarquement de Normandie, il se voit officiellement attribué par l'État Major Allié le commandement du Tournaisis et de sa défense éventuelle.
Sa santé ébranlée par des années de maquis et miné par l’urémie, l’abbé Georges-Louis Dropsy décéda le 21 avril 1956.

## Portrait et personnalité
Petit, nerveux, cheveux en bataille, regard vif quelque peu malicieux, ceux qui ont côtoyé Georges-Louis Dropsy – ses amis, ses collègues, ses étudiants, ses frères d’armes – le considéraient comme une forte personnalité, un personnage haut en couleur, de nature peu conventionnelle.
Doué d’une intelligence brillante, cet ardent patriote à la grande érudition était non-conformiste, désinvolte, plutôt fantaisiste, désordonné et quelque peu bohème.
D’un tempérament aimable et gai, sa spontanéité s’exprimait parfois de façon brutale, adressant des remarques cinglantes. Il était fidèle dans la sympathie comme dans l’antipathie et sa franchise le desservait. Sous des apparences parfois un peu rudes, Georges-Louis Dropsy était un homme de cœur ; toujours prêt à mettre ses compétences techniques et autres au service de tous ceux qui faisaient appel à lui.
Homme de terroir ; il avait le culte de sa terre natale, le pays de Chimay.

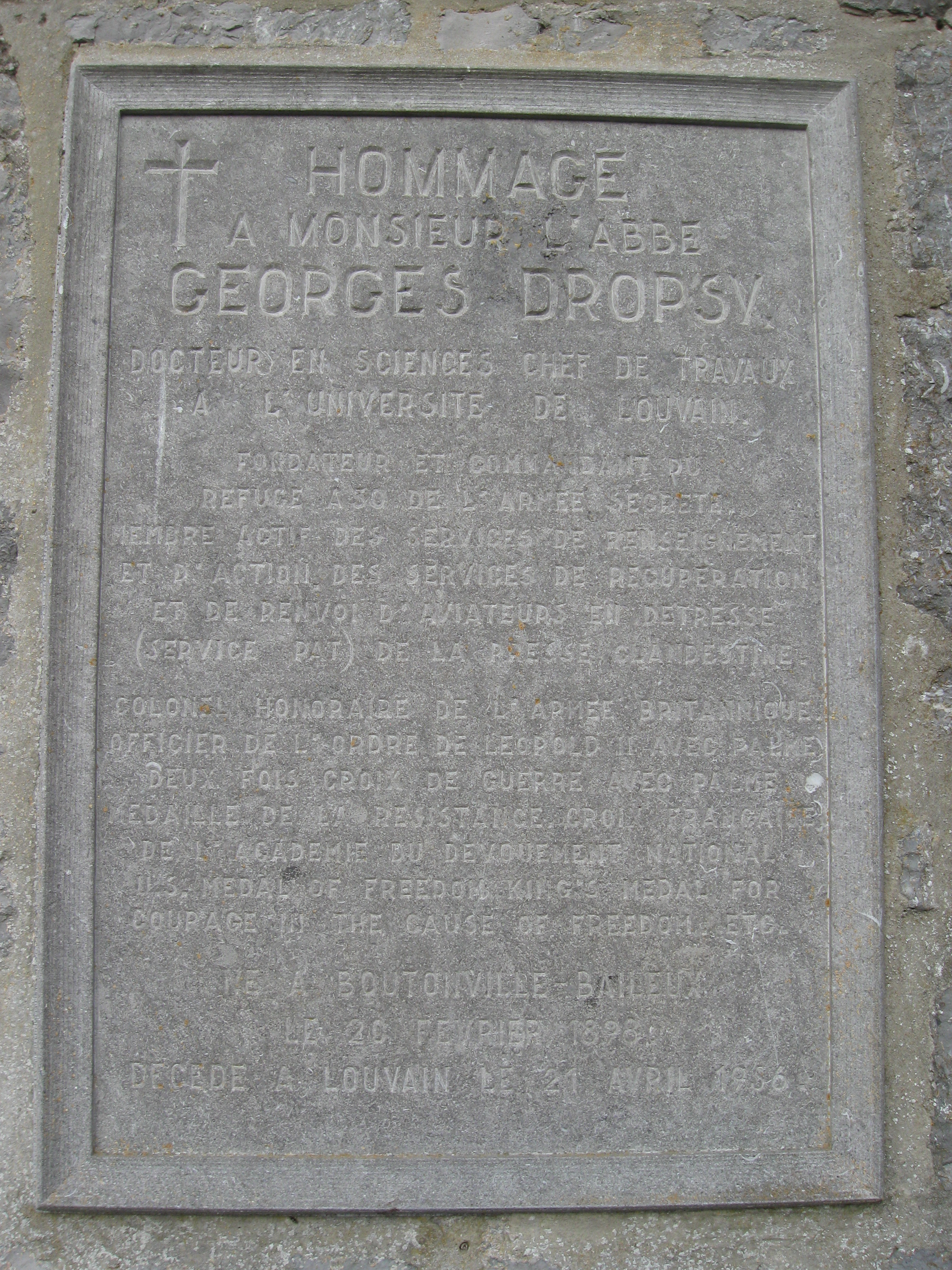
Plaque commémorative de Boutonville (Baileux)

## Hommages
À travers des discours, des écrits d’hommage et de reconnaissance ainsi qu'à travers d’autres traces visibles, la mémoire du Colonel, de l'Abbé, du Professeur Georges-Louis Dropsy, reste bien vivante.
Le 10 juin 1947, par décision du Conseil communal, la rue où se situe le Collège Notre-Dame de la Tombe de Kain fut rebaptisée « Rue Dropsy » et une pierre à son nom fut encastrée dans le mur de ce même collège.
Le 18 août 1957, une plaque commémorative fut apposée par les édiles communaux sur un arc-boutant de l’église de son village natal de Boutonville (Baileux).
Le 21 mai 1978 : sous ce mémorial, une nouvelle plaque fut inaugurée par l’U.S.R.A. (Union des Services de Renseignement et d’Action)
Le 2 octobre 2010 :  dans le cadre du 175e anniversaire de la fondation du Collège Notre-Dame de la Tombe de Kain, un nouvel hommage fut rendu et une nouvelle plaque commémorative fut apposée sur l’enceinte de l'école à l'initiative de l'Association Royale des Anciens Élèves du Collège de Kain, dont l'abbé Dropsy était un ancien professeur.